# Vekunta badia
Vekunta badia är en insektsart som beskrevs av Frederick Arthur Godfrey Muir 1913. Vekunta badia ingår i släktet Vekunta och familjen Derbidae. Inga underarter finns listade i Catalogue of Life.